# Perizoma sordescens
Perizoma sordescens là một loài bướm đêm trong họ Geometridae.